# Conops braunsii
Conops braunsii är en tvåvingeart som beskrevs av Krober 1915. Conops braunsii ingår i släktet Conops och familjen stekelflugor. Inga underarter finns listade i Catalogue of Life.